# Ruta CH-201
Es una Carretera Chilena que abarca la Región de Los Ríos en el Sur de Chile. La Ruta se inicia en Pullinque y finaliza en el Paso Fronterizo Carirriñe, a 1215 m s. n. m. Gran parte de su trazado corresponde al Proyecto Turístico Ruta Interlagos.

## Áreas geográficas y urbanas
- kilómetro 0 Pullinque.
- kilómetro 26 Acceso a Coñaripe, Licán Ray y Comuna de Villarrica.
- kilómetro 46 Carirringue y Acceso a Neltume y Choshuenco.
- kilómetro 49 Liquiñe.
- kilómetro 57 Termas de Hipólito Muñoz.
- kilómetro 67 Complejo Fronterizo Carirriñe.
- kilómetro 72 Paso Fronterizo Carirriñe.

## Aduanas
- Complejo Fronterizo San Francisco Emplazado entre altos cerros boscosos a 1215 metros.
- Documentos Servicio Agrícola Ganadero y Carabineros en Carirriñe (Para salir del país se requiere un salvoconducto que se obtiene en Policía Internacional de Valdivia o Villarrica).
- Horario Esta avanzada se encuentra abierta de 8 a 20 horas, manteniéndose este horario durante todo el año.

Se deben utilizar cadenas en nevadas, por lo cual se producen cierres eventuales en invierno.

## Sectores de la ruta
- Pullinque, carretera pavimentada.
- Pullinque·Paso Fronterizo Carirriñe, carretera consolidada.
- Lago Pellaifa, cuesta Los Añiques.

- Datos: Q6113912